# Cantón Yacuambi
Cantón Yacuambi är en kanton i Ecuador.   Den ligger i provinsen Zamora Chinchipe, i den södra delen av landet, 400 km söder om huvudstaden Quito. Antalet invånare är 5 835. Arean är 1 242 kvadratkilometer.
Terrängen i Cantón Yacuambi är huvudsakligen mycket bergig.